# Qeshlāq Reẕā
Qeshlāq Reẕā (persiska: قشلاق رِضا) är en ort i Iran.   Den ligger i provinsen Kurdistan, i den nordvästra delen av landet, 400 km väster om huvudstaden Teheran. Qeshlāq Reẕā ligger 1 439 meter över havet och antalet invånare är 150.
Terrängen runt Qeshlāq Reẕā är kuperad söderut, men norrut är den platt. Qeshlāq Reẕā ligger nere i en dal.Runt Qeshlāq Reẕā är det ganska glesbefolkat, med 50 invånare per kvadratkilometer. Närmaste större samhälle är Şāḩeb, 16,7 km sydväst om Qeshlāq Reẕā. Trakten runt Qeshlāq Reẕā består i huvudsak av gräsmarker.